# Bernardo I de Cabrera
Bernardo I de Cabrera (in catalano Bernat I de Cabrera; ... – 1332) è stato un nobile spagnolo, undicesimo visconte di Cabrera ed esponente della casata dei Cabrera.
Figlio di Raimondo de Cabrera, si sposò con Eleonora Aguilar, dama castigliana, nel 1290 circa. Con lei ebbe tre figli: un maschio, Bernardo II de Cabrera e due femmini, che andarono in spose a Bertran de Castellet e Pere Berga. 
Durante la conquista aragonese della Sardegna, assieme a Francesco Carroz e Ramon de Peralta costeggiò l'isola, prendendo alcune posizioni. Bernardo I de Cabrera fu inoltre l'esecutore delle volontà di Giacomo II d'Aragona, morto il 2 novembre 1327.